# One Heart (singolo)
One Heart è una canzone registrata dall'artista canadese Céline Dion per il suo ottavo album in studio in inglese One Heart (2003). La canzone scritta e prodotta da John Shanks e Kara DioGuardi, è un brano dance-pop centrato sul potere dell'amore. Fu rilasciato il 10 giugno 2003 come secondo singolo promozionale dell'album omonimo al di fuori del Nord America, mentre in Canada fu rilasciato come terzo singolo dopo Have You Ever Been in Love. 
One Heart si classificò nella top 40 di molti paesi europei ed ottenne un'ottima accoglienza da parte della critica musicale, che lo ritenne "accattivante" e una delle migliori tracce dell'album.
Il videoclip musicale del singolo fu diretto da Antti Jokinen e pubblicato il 30 maggio 2003.
Nell'ottobre 2008, One Heart fu inclusa nella versione europea del greatest hits della Dion, My Love: Ultimate Essential Collection.

## Antefatti e rilascio
Il 15 aprile 2003, sul sito ufficiale della Dion, fu annunciato che dopo il successo di I Drove All Night, sarebbero stati rilasciati due nuovi singoli dall'album One Heart, i quali avrebbero avuto un impatto sulle radio. Negli Stati Uniti e in Canada fu scelta la power-ballad Have You Ever Been in Love mentre in Europa fu scelto One Heart. Il 17 giugno 2003, fu annunciato che la canzone stava ottenendo un ottimo successo radiofonico in tutto il mondo e che presto sarebbe stato un successo anche sulle radio canadesi.
Il CD singolo di One Heart fu reso disponibile nei negozi d'Europa intorno a giugno 2003 e conteneva altre tracce come le versioni remix del brano. Il singolo fu pubblicato nell'agosto 2003 anche in Giappone, mentre l'8 settembre nel Regno Unito fu pubblicato un singolo double-a-side insieme a I Drove All Night, diventando la sua prima uscita double-a-side in Gran Bretagna.

## Videoclip musicale
Céline Dion girò il videoclip il 29 e 30 aprile 2003 a Los Angeles, negli stessi giorni in cui fu girato il videoclip di Have You Ever Been in Love, con il regista Antti Jokinen. La sessione di registrazione del videoclip è stata inclusa bel DVD bonus dell'album A New Day... Live in Las Vegas, chiamato One Year... One Heart.
Il 7 giugno i membri del TeamCeline ricevettero un'anteprima esclusiva del videoclip musicale sul sito web ufficiale della cantante. Il 22 giugno 2003 furono pubblicati entrambi i videoclip.
Il videoclip mostra Céline che balla e si diverte in un club, dove molte persone ballano sulle note di One Heart. Nel videoclip è presente anche l'attrice cantante canadese Melissa Molinaro che bacia il suo ragazzo, seduti al bar.
Il videoclip musicale fu incluso nel CD singolo pubblicato nel Regno Unito One Heart / I Drove All Night.

## Recensioni da parte della critica
Stephen Thomas Erlewine, editore di AllMusic, scrisse che "la canzone è solare e accattivante" e la scelse come una delle migliori tracce dell'album. Una recensione molto positiva arrivò anche da Billboard, che scrisse: "Céline Dion è particolarmente forte nel brano a percussione (una vibrante, contagiosa hit futuristica diretta da Kara DioGuardi e John Shanks)."
Il singolo ricevette anche qualche critica negativa. Darryl Sterdan di Jam! scrisse che la canzone è "una palese copia ritmica di Shania".

## Successo commerciale
La canzone salì nelle top 30 di alcuni paesi europei. In Austria, One Heart debuttò alla numero 48 della Ö3 Austria Top 40, il 29 giugno 2003. Più tardi, la canzone salì alla numero 27. Tuttavia, la canzone scese alla numero 37 la settimana successiva, per poi risalire in top 30 e raggiungere la 25ª posizione nella sua quarta settimana in classifica. La canzone trascorse in totale 14 settimane in classifica.
In Svezia, la canzone debuttò alla posizione numero 43, il 26 giugno 2003. Nella sua seconda settimana, la canzone salì di una posizione, mentre l'11 luglio raggiunse la numero 40. Tuttavia, la canzone ebbe un declino rilevante la settimana successiva, ritornando solo l'8 agosto 2003 alla numero 60. Solo il 7 novembre 2003, ritornò in top 40 posizionandosi alla numero 34. Totalmente, One Heart trascorse 6 settimane in classifica. Il singolo raggiunse la top 40 anche in Belgio (numero 37) e Svizzera (numero 36).
Nel Regno Unito, la canzone entrò nella Official Singles Chart Top 100 alla numero 27, il 20 settembre 2003. One Heart raggiunse la top 30 anche nella classifica irlandese, raggiungendo la posizione numero 30.

## Formati e tracce
CD Maxi-Singolo (Australia) (Epic: 673986.2)
1. One Heart (Original 3 Pop Edit) (Kara DioGuardi, John Shanks)
2. One Heart (DioGuardi, Shanks)
3. One Heart (Original 3 Rhytmic Extended) (DioGuardi, Shanks)
4. One Heart (Original 3 Rhytmic Edit) (DioGuardi, Shanks)

CD Singolo Promo (Canada) (Columbia: CK 87185)
1. One Heart (Original 3 Pop Mix) – 3:22 (DioGuardi, Shanks)
2. One Heart (Original 3 Rhythmic Mix) – 3:42 (DioGuardi, Shanks)
3. One Heart (Album Version) – 3:24 (DioGuardi, Shanks)

CD Singolo Promo (Europa; Messico) (Columbia: SAMPCS12948; Columbia: PRCD 98906)
1. One Heart (Album Version) – 3:24 (DioGuardi, Shanks)

CD Singolo (Europa) (Columbia: 673941 1)
1. One Heart (Album Version) (DioGuardi, Shanks)
2. One Heart (Original 3 Pop Edit) (DioGuardi, Shanks)

CD Maxi-Singolo (Europa; Giappone) (Columbia: 673941 2; Epic: EICP 257)
1. One Heart (Album Version) (DioGuardi, Shanks)
2. One Heart (Original 3 Pop Edit) (DioGuardi, Shanks)
3. One Heart (Original 3 Rhytmic Extended) (DioGuardi, Shanks)
4. One Heart (Original 3 Rhytmic Edit) (DioGuardi, Shanks)

CD Maxi-Singolo (Regno Unito) (Columbia: 674348 2)
1. One Heart (DioGuardi, Shanks)
2. I Drove All Night (Billy Steinberg, Tom Kelly)
3. All by Myself (Eric Carmen, Sergej Vasil'evič Rachmaninov)
4. One Heart (Video)

CD Maxi-Singolo (Regno Unito) (Columbia: 674348 2)
1. One Heart – 3:24 (DioGuardi, Shanks)
2. I Drove All Night – 4:00 (Steinberg, Kelly)
3. I Drove All Night (Hex Hector Extended Vocal Import Mix) – 7:53 (Steinberg, Kelly)
4. I Drove All Night (Video)

## Versioni ufficiali
- One Heart (Album Version) – 3:24
- One Heart (Original 3 Pop Edit) – 3:20
- One Heart (Original 3 Pop Mix) – 3:22
- One Heart (Original 3 Rhythmic Edit) – 3:38
- One Heart (Original 3 Rhythmic Extended) – 7:08
- One Heart (Original 3 Rhythmic Mix) – 3:42

## Classifiche

### Classifiche settimanali
| Classifica (2003)                                      | Posizione massima raggiunta |
| ------------------------------------------------------ | --------------------------- |
| Australia (ARIA)                                       | 75                          |
| Austria (Ö3 Austria Top 40)                            | 25                          |
| Belgio Fiandre (Ultratop 50)                           | 37                          |
| Francia (SNEP)                                         | 63                          |
| Germania (Offizielle Deutsche Charts)                  | 56                          |
| Irlanda (IRMA)                                         | 30                          |
| Paesi Bassi (Single Top 100)                           | 78                          |
| Polonia (Polish Music Charts)                          | 20                          |
| Québec (ADISQ)                                         | 23                          |
| Regno Unito (Official Singles Chart Top 100)           | 27                          |
| Romania (Romanian Top 100)                             | 4                           |
| Scozia (Official Scottish Singles Sales Chart Top 100) | 20                          |
| Svezia (Sverigetopplistan)                             | 34                          |
| Svizzera (Schweizer Hitparade)                         | 36                          |

### Classifiche di fine anno
| Classifica (2003)          | Posizione |
| -------------------------- | --------- |
| Romania (Romanian Top 100) | 41        |

## Crediti e personale
Registrazione
- Registrato ai Henson Recording Studios di Los Angeles (CA), Digital Insight di Las Vegas (NV)
- Mixato ai Henson Recording Studios di Los Angeles (CA)
- Masterizzato ai Marcussen Mastering di Los Angeles (CA)

Personale
- Basso - Chris Chaney
- Chitarra - John Shanks
- Cori - Kara DioGuardi, John Shanks
- Ingegnere del suono - Jeff Rothschild

- Ingegnere del suono (registrazione voci) - Humberto Gatica

- Ingegnere del suono (Additional Pro Tools) - Dan Chase
- Masterizzato da - Steve Marcussen
- Mixato da - Jeff Rothschild, John Shanks
- Musica di -  Kara DioGuardi, John Shanks
- Produttore -  Kara DioGuardi, John Shanks
- Produttore esecutivo - Vito Luprano
- Programmato da - Dan Chase, Jeff Rothschild
- Tastiere - Jamie Muhoberac
- Testi di -  Kara DioGuardi, John Shanks
- Altri (Contractor e Coordinatore di Produzione) - Shari Sutcliffe

## Cronologia di rilascio
| Paese       | Data           | Formato |
| ----------- | -------------- | ------- |
| Australia   | 2003           | CD      |
| Europa      | 2003           | CD      |
| Giappone    | 20 agosto 2003 | CD      |
| Regno Unito | 2003           | CD      |